# TGV inOui
TGV inOui（テジェヴェ・イヌイ）は、フランス国鉄（SNCF）が高速列車のTGVに使用しているブランド名称である。2017年5月27日に使用が開始された。"inOui"はフランス語の「inouï」（前例がない、驚くべき）から取られた。

## 概要
1981年にパリ - リヨン間で営業運転を開始して以降、フランス国鉄は高速列車用車両・TGVを用いる列車に対し、同名のTGVの愛称を使用していた。一方、フランス国鉄は2010年代以降自社が展開する各種サービスに対し、「はい」「イェス」の意味を持つ"Oui"と言う単語を含んだブランド名称を展開しており、2013年から営業運転を開始した格安の高速列車"Ouigo（ウィゴー）"を皮切りに長距離バス（Ouibus）、マイカーリースサイト（Ouicar）など各種事業に使用するようになった。
そして、これまでTGVとして運行していた高速列車についても愛称を変更する事を決定し、2017年5月29日にロゴマークや新塗装と共に新たなブランド名「inOui」が発表された。営業運転はLGVブルターニュ-ペイ・ド・ラ・ロワール線の開通に合わせた同年の7月2日で、2020年までにTGVとして運行していた列車名称をすべてinOuiに変更する予定となっている。改称の理由としてフランス国鉄総裁のギョーム・ペピは「必要なブランド再生（リブランディング）である」と説明しており、これにより高速列車全体の利用客を2020年時点で1億2000万人へと引き上げる計画を発表している。
従来のTGVに設置されていた1等車やビュッフェはそのまま維持する一方、車内のWi-Fi設備の搭載やシートピッチの拡大、荷物置き場の拡充などの改良を行う事で、格安列車であるOuigoとの区別化が図られる。
なお、TGVと言う愛称が完全に消滅してしまうと言う訳ではなく、名称やロゴマークに「TGV」と言う表記が残される他、使用される高速車両については引き続きTGVと呼ばれる事となる。